# 松前警備所
座標: 北緯41度25分27秒 東経140度5分4秒 / 北緯41.42417度 東経140.08444度

津軽海峡周辺の海自（◆）・空自基地（▲）。1-松前警備所、2-松前警備所白神支所、3-竜飛警備所、4-函館基地隊、5-大湊基地、6-下北海洋観測所、7-車力分屯基地、8-大湊分屯基地

松前警備所（まつまえけいびじょ）は海上自衛隊の組織のひとつ。横須賀地方隊函館基地隊隷下にあり、渡島半島の先端、津軽海峡の北岸に位置し、津軽海峡対岸の竜飛警備所と対になり、津軽海峡を通航する艦船の警戒・監視にあたる。
施設所在地は北海道松前郡松前町字建石53である。

## 概要
津軽海峡は日本海と太平洋を結ぶ国際海峡として重要であり、軍事上のチョークポイントともなっている。仮想敵国の1つであるロシア（当時はソ連）艦船などが通航することもあり、それらの警戒監視のために編成された。両施設とも陸上固定施設であり、津軽海峡の日本海側出口北側に位置している。レーダーなどを用いて艦船の監視警戒を行なっている。

## 白神支所
松前警備所は松前町の市外の外れにあるが、半島突端の白神岬には、かつて松前警備所の白神支所（松前町字白神）があった。白神支所は旧陸軍の津軽要塞白神砲台跡の高台にあり、業務は1953年（昭和28年）9月16日に海上自衛隊の前身である警備隊大湊地方隊の設置と共に開始された。1968年（昭和43年）3月16日に松前警備所が設置されると、白神警備所は支所へと変更された。2020年（令和2年）8月3日、白神支所が廃止。